# 张干卿
张干卿（1916年—2003年），又名张继贤，河南通许县练城乡常庄人。中华人民共和国政治人物。

## 生平
1926年至1944年5月，在常庄村读书、务农。1944年6月至10月，在水东联办武装科干训学校学习。1944年11月至1945年10月，任水东抗日根据地芝圃县第二区、第五区工作员。1945年11月至1946年4月，任冀鲁豫边区第六行政专署卫生处文化教员。1946年5月至1947年5月，任杞县第二区工作组小组长。1947年6月至1951年8月，先后任杞县第四区区长、第六区区长、中共傅集区委书记。1951年9月至1954年7月，先后任杞县税务局局长、杞县人民政府秘书。1954年8月至1963年9月，任中共杞县委员会副书记兼杞县人民政府县长（其间，1957年底因冤案被免职，1962年8月平反复职，12月在县人大三届三次会议上被补选为县长）。1963年10月至1969年7月，在河南省水利厅任局长。1969年8月至1972年1月，被批斗，在开封市“五七”干校、尉氏县永兴公社学习劳动。1972年2月至1978年1月，先后任开封市基建交通局副局长、中共开封市黄河修防处党组书记、开封市交通局副局长。1978年11月至1983年11月，任河南省水利工程管理局局长。1983年12月离休。